# Saprinus calatravensis
Saprinus calatravensis är en skalbaggsart som beskrevs av Fuente 1899. Saprinus calatravensis ingår i släktet Saprinus och familjen stumpbaggar. Inga underarter finns listade i Catalogue of Life.